# Claudine Bienfait
Claudine Sophie Bienfait (Amsterdam, 23 november 1873 – Den Haag, 4 februari 1960) was een Nederlands kinderboekenschrijfster en vertaalster van Scandinavische en Engelse literatuur. Zij was de zus van tuinhistorica Anna Bienfait.
In de jaren 1897-1898 waren de zussen Anna en Claudine Bienfait lid van de voorbereidende Regelingencommissie van de Nationale Tentoonstelling van Vrouwenarbeid. Ze was samen met haar zus ook mede-oprichtster van het Haagse Damesleesmuseum.

## Publicaties
- 1909 Riek, geïllustreerd door Rie Cramer
- 1928 In herinnering aan Margaretha Meyboom. Door haar vrienden, samengesteld door Cl. Bienfait
- 1932 Rieks beschermelingen, bandomslag en illustraties van Freddie Langeler
- 1935 Het huisje in de bergen
- 1954 Zestig jaren damesleesmuseum 1894-1954

## Vertalingen (selectie)
- 1930 Estrid Ott: Gerd en haar vrienden (geïllustreerd door Freddie Langeler) (Gerd og gadedrengene, 1924)
- 1937 Tarjei Vesaas: De zwarte paarden (Dei svarte hestane, 1928)
- 1938 Tarjei Vesaas: Het groote spel (Det store spelet, 1934)